# Badger (Minnesota)
Badger  ist eine Stadt im Roseau County im US-Bundesstaat Minnesota. Sie liegt im Nordwesten des Bundesstaates unweit der kanadischen Grenze. Das U.S. Census Bureau hat bei der Volkszählung 2020 eine Einwohnerzahl von 429 ermittelt.

## Geografie
Badger ist am Minnesota State Highway 11 im Nordwesten des Bundesstaates Minnesota gelegen, rund 24 Kilometer südlich der Grenze zu Kanada. Nach den Angaben des United States Census Bureau beträgt die Fläche der Stadt 3,4 Quadratkilometer. Nächste Städte sind Greenbush, Roseau und Strathcona. Die nächste Metropolregion Fargo-Moorhead befindet sich in 230 Kilometer Entfernung.

## Demografie
Nach der Volkszählung im Jahr 2000 leben in Badger 470 Menschen in 207 Haushalten und 127 Familien. Die Bevölkerungsdichte beträgt 136,4 Einwohner pro km². Ethnisch betrachtet setzt sich die Bevölkerung aus 100 Prozent weißer Bevölkerung zusammen.
In 34,8 % der 207 Haushalte leben Kinder unter 18 Jahren, in 43,0 % leben verheiratete Ehepaare, in 14,0 % leben weibliche Singles und 38,2 % sind keine familiären Haushalte. 33,3 % aller Haushalte bestehen ausschließlich aus einer einzelnen Person und in 16,9 % leben Alleinstehende über 65 Jahre.
Auf die gesamte Stadt bezogen setzt sich die Bevölkerung zusammen aus 28,1 % Einwohnern unter 18 Jahren, 10,4 % zwischen 18 und 24 Jahren, 31,3 % zwischen 25 und 44 Jahren, 16,0 % zwischen 45 und 64 Jahren und 14,3 % über 65 Jahren. Der Median beträgt 33 Jahre. Etwa 54 % der Bevölkerung ist weiblich.
Der Median des Einkommens eines Haushaltes beträgt 30.234 USD, der einer Familie 35.833 USD. Das Prokopfeinkommen liegt bei 15.727 USD. Etwa 9,9 % der Bevölkerung und 8,2 % der Familien leben unterhalb der Armutsgrenze.